# Pionothele straminea
Pionothele straminea is een spinnensoort in de taxonomische indeling van de bruine klapdeurspinnen (Nemesiidae).
Pionothele straminea werd in 1902 beschreven door Purcell.